# Eupelmus melancrias
Eupelmus melancrias är en stekelart som beskrevs av Perkins 1910. Eupelmus melancrias ingår i släktet Eupelmus och familjen hoppglanssteklar. Inga underarter finns listade i Catalogue of Life.